# Pleonotrocta xerota
Pleonotrocta xerota är en fjärilsart som beskrevs av George Francis Hampson 1926. Pleonotrocta xerota ingår i släktet Pleonotrocta och familjen nattflyn. Inga underarter finns listade i Catalogue of Life.